# Северни централни широколистни гори
Северните централни широколистни гори (на английски: North Central Hardwood Forests) са физикогеографска област в севернасат част на Съединените американски щати, част от Равнините на смесените гори в Източните умерени гори.
Областта образува ивица, пресичаща от запад на изток централните части на щатите Минесота и Уисконсин и навлизаща в северозападен Мичиган. Тя заема преходно положение между гористата област Северни езера и гори на север и районите с интензивно земеделие на юг и е заета от редуващи се гори, езера, обработваеми земи и пасища. Най-големият град е Минеаполис.